# Lewis Neilson
Lewis Neilson (Dundee, 15 maggio 2003) è un calciatore scozzese, difensore degli Hearts.

## Caratteristiche tecniche
È un terzino destro.

## Carriera

### Club
Cresciuto nelle giovanili del Dundee Utd, esordisce in prima squadra il 1º agosto 2020 contro il St. Johnstone, nell'incontro di Scottish Premiership pareggiato per 1-1. Nel marzo del 2021 viene ceduto in prestito al Falkirk. Di ritorno dal prestito, durante l'incontro di campionato con l'Hibernian, subisce un grave infortunio che lo tiene cinque mesi lontano dai campi di gioco.
Nell'estate del 2022 rifiuta il rinnovo del contratto e firma un triennale con gli Hearts.

### Nazionale
Il 22 settembre 2022 viene convocato dal ct della nazionale Under-21 Scot Gemmill per l'incontro amichevole contro i pari età dell'Irlanda del Nord.